# Barbara Hale
Barbara Hale (DeKalb, Illinois, 1922. április 18. – Sherman Oaks, Kalifornia, 2017. január 26.) Primetime Emmy-díjas amerikai színésznő.

## Élete
Az Illinois állambeli DeKalbban született Wilma (született Colvin) és Luther Ezra Hale tájkertész gyermekeként. Volt egy nővére, Juanita, akiről Hale kisebbik lányát nevezték el. A család skót és ír származású volt. 1940-ben Hale tagja volt a Rockford High School végzős osztályának, majd a Chicago Academy of Fine Arts hallgatója volt, művésznek készült. Előadói karrierje Chicagóban kezdődött, amikor modellkedni kezdett, hogy fizesse az oktatását.

## Pályafutása
Hale 1943-ban Hollywoodba költözött, és az RKO Radio Pictures-szel (később Columbia Pictures) kötött szerződés alapján először szerepelt a képernyőn (nem szerepel a stáblistán) a Gildersleeve Bad Day című filmjében. Kisebb stáblistán nem szereplő filmekben is szerepelt, egészen az első stáblistás szerepéig Frank Sinatra mellett a Higher and Higher (1943) című filmben (még énekelt is vele). Hale olyan filmekben játszott főszerepeket, mint a West of the Pecos (1945) Robert Mitchum második filmjében, a Lady Luckban (1946) – Robert Young oldalán, amit ő első "teljes sztárságának" és "ötödik filmjének" nevezett és Az ablak (1949). Kiváló elismerést kapott Larry Parks oldalán nyújtott alakításáért a Jolson Sings Again (1949) című zenés életrajzban. Ő és Parks összeálltak a következő filmekben.
Szerepei az 1950-es évek filmjeiben, mint például a Lorna Doone kalandfilm (1951); a The Jackpot című vígjáték (James Stewarttal) (szintén 1951); az Egy oroszlán az utcán van (1953) című dráma James Cagney-vel, valamint a Szeminol (szintén 1953) és a The Oklahoman (1957) című westernfilmek folytatták Hale sikeres filmsorozatát ebben az évtizedben. Ez utóbbi film, Joel McCrea főszereplésével, Hale utolsó filmes főszerepét jelentené. Ezt követően ritkán szerepelt filmekben, de az 1970-es Airport című filmben szerepelt egy all-star szereplőgárdában, ahol egy repülőgép-pilóta feleségét játszotta (Dean Martin játszotta). Hale utolsó játékfilmes megjelenése az 1978-as Big Wednesday című drámában volt, mint Mrs. Barlow, a karakter anyja, akit Hale valós fia, William Katt játszik.

## Családja
1946. június 22-én kötött házasságot Bill Williams színésszel. Három gyermekük született: két lány Jodi és Juanita és egy fiú William Katt, aki szintén színész lett.

## Filmjei

### Mozifilmek
- Gildersleeve's Bad Day (1943)
- Mexican Spitfire's Blessed Event (1943)
- A hetedik áldozat (The Seventh Victim) (1943)
- The Iron Major (1943)
- Gildersleeve on Broadway (1943)
- Government Girl (1943)
- Around the World (1943)
- Higher and Higher (1943)
- Prunes and Politics (1944, rövidfilm)
- The Falcon Out West (1944)
- Goin' to Town (1944)
- Heavenly Days (1944)
- The Falcon in Hollywood (1944)
- West of the Pecos (1945)
- First Yank into Tokyo (1945)
- Lady Luck (1946)
- A Likely Story (1947)
- A zöld hajú fiú (The Boy with Green Hair) (1948)
- The Clay Pigeon (1949)
- The Window (1949)
- Jolson Sings Again (1949)
- And Baby Makes Three (1949)
- The Jackpot (1950)
- Emergency Wedding (1950)
- Lorna Doone (1951)
- The First Time (1952)
- Castle in the Air (1952)
- Last of the Comanches (1953)
- Seminole (film)|Seminole (1953)
- The Lone Hand (1953)
- A Lion Is in the Streets (1953)
- Unchained (film)|Unchained (1955)
- The Far Horizons (1955)
- The Houston Story (1956)
- 7th Cavalry (1956)
- The Oklahoman (1957)
- Slim Carter (1957)
- Desert Hell (1958)
- Buckskin (film)|Buckskin (1968)
- Airport (1970)
- The Red, White and Black (1970)
- The Giant Spider Invasion (1975)
- Nagy szerda (Big Wednesday) (1978)

### TV-filmek
- The Ford Television Theatre, a The Divided Heart (1952), a Remember to Live (1954) és a Behind the Mask (1956) epizódokban
- Footligths Theater, a Change of Heart epizódban (1953)
- Schlitz Playhouse of Stars, a Vacation for Ginny (1953) és a Tourists-Overnight (1955) epizódokban (1953)
- Studio 57, a Young Couples Only epizódban (1955)
- Screen Director's Playhouse, a Meet the Governor epizódban (1955)
- Science Fiction Theatre, a Conversations With an Ape és a The Hastings Secret epizódokban (1955)
- Celebrity Playhouse, a He Knew All About Women epizódban (1955)
- Climax!, a The Day They Gave Babies Away epizódban (1955)
- General Electric Theater, a The Windmill (1955) és a Night Club (1959) epizódokban
- Young Couples Only (1955, tv-rövidfilm)
- The Loretta Young Show, a The Challenge epizódban (1956)
- Damon Runyon Theater, a The Good Luck Kid epizódban (1956)
- Star Stage, a The Guardian epizódban (1956)
- Crossroads, a Lifeline epizódban (1956)
- The Millionaire, a The Kathy Munson Story epizódban (1956)
- Playhouse 90, a The Country Husband (1956) és a The Blackwell Story (1957) epizódokban
- Perry Mason (1957–1966, tv-sorozat, 271 epizódban)
- 'Here's Hollywood (1960)
- Stump the Stars (1963, 2 epizódban)
- Custer, a Death Hunt epizódban (1967)
- Insight, az A Thousand Red Flowers epizódban (1969)
- Lassie, a Lassie and the Water Bottles epizódban (1969)
- The Most Deadly Game, a Model for Murder epizódban (1970)
- Ironside, a Murder Impromptu epizódban (1971)
- Adam-12, a Pick-up epizódban (1971)
- The Doris Day Show, a Doris House Guest epizódban (1972)
- Chester, Yesterday's House (1973)
- Marcus Welby, M.D., a The Faith of Childish Things epizódban (1974)
- Flight of thw Grey Wolf (1976)
- The Young Runaways (1978)
- The Greatest American Hero, a  Who's Woo in America epizódban (1982)
- Perry Mason visszatér (Perry Mason Returns) (1985)
- Perry Mason – A megszállott nővér esete (The Case of the Notorious Nun) (1986)
- Perry Mason – A lövöldöző sztár esete (The Case of the Shooting Star) (1986)
- Perry Mason – Az elveszett szerelem (The Case of the Lost Love) (1987)
- Perry Mason – A vészjósló szellem esete (The Case of the Sinister Spirit) (1987)
- Perry Mason – A meggyilkolt hölgy esete (The Case of the Murdered Madam) (1987)
- Perry Mason – A botrányos csirkefogó esete (The Case of the Scandalous Scoundrel) (1987)
- Perry Mason – A lány, aki túl sokat tudott (The Case of the Lady in the Lake) (1988)
- Perry Mason – Hölgy a tóban (The Case of the Lost Love) (1988)
- Perry Mason – Halálos lecke (The Case of the Lethal Lesson) (1989)
- Perry Mason – Muzikális gyilkosság (The Case of the Musical Murder) (1989)
- Perry Mason – A gyilkos játékos esete (The Case of the All-Star Assassin) (1989)
- Perry Mason – A mérgezett toll (The Case of the Poisoned Pen) (1990)
- Perry Mason – A francia kapcsolat (The Case of the Desperate Deception) (1990)
- Perry Mason – Az elhallgattatott énekes esetei (The Case of the Silenced Singer) (1990)
- Perry Mason – A pimasz lány esete (The Case of the Defiant Daughter) (1990)
- Perry Mason – A könyörtelen riporter esete (The Case of the Ruthless Reporter) (1991)
- Perry Mason – A veszélyes gengszter esete (The Case of the Maligned Mobster) (1991)
- Perry Mason – Az üvegkoporsó riporter esete (The Case of the Glass Coffin) (1991)
- Perry Mason – Halálos lapzárta (The Case of the Fatal Fashion) (1991)
- Perry Mason – A halálos képkeret (The Case of the Fatal Framing) (1992)
- Perry Mason – Óvatlan Rómeó (The Case of the Reckless Romeo) (1992)
- Perry Mason – A megtört szívű menyasszony esete (The Case of the Heartbroken Bride) (1992)
- Perry Mason – Az örök fiatalság titka (The Case of the Skin-Deep Scandal) (1993)
- Perry Mason – A lány, aki túl sokat tudott (The Case of the Telltate Talk Show Host) (1993)
- Perry Mason – A gyilkos csók (The Case of the Killer Kiss) (1993)
- Perry Mason – Gonosz özvegyek (The Case of the Wicked Wives) (1993)
- Perry Mason – Gazdagok és szépek (The Case of the Lethal Lifestyle) (1994)
- Perry Mason – A fintorgó kormányzó esete (The Grimacing Governor) (1994)
- Perry Mason – A féltékeny komédiás esete (The Case of Jealous Jokester) (1994)